# Резолюція Ради Безпеки ООН 19
Резолюція Ради Безпеки ООН 19 — резолюція, прийнята 27 лютого 1947 року, яка створила підкомітет з трьох членів РБ для розгляду всіх фактів, наявних у спорі між Великою Британією і Албанією на протці Корфу і постановила зробити доповідь Раді Безпеки не пізніше 10 березня 1947 року.
Резолюція була прийнята 8 голосами. Польща, СРСР і Сирія утрималися.

## См.також
- Резолюції Ради Безпеки ООН 1-100 (1946 — 1953)
- Резолюція Ради Безпеки ООН 22